# Neenah (hrabstwo Winnebago)
Neenah – miasto w Stanach Zjednoczonych, w stanie Wisconsin, w hrabstwie Winnebago.